# Небула
Не́була (англ. Nebula — Туманность) — космическая суперзлодейка комиксов издательства Marvel Comics. Небула была создана Роджером Стерном и Джоном Бушемой, а её первое появление состоялось в Avengers #257 (июль 1985). Она — космический пират и наёмница, которая часто выступает в качестве антагониста Серебряного Сёрфера и Мстителей.
Вне комиксов Небула появляется и в других произведениях Marvel, в том числе и в видеоиграх. В Кинематографической вселенной Marvel её роль исполнила актриса Карен Гиллан.

## История публикаций
Небула была создана сценаристом Роджером Стерном и художником Джоном Бушемой и впервые появилась в Avengers #257 (июль, 1985).

## Биография
Жестокий космический пират и наёмник, Небула захватила контроль над Святилищем II, крупным космическим кораблём, который раннее находился под командованием Таноса. В этих краях Танос считался погибшим, а Небула утверждала, что является его внучкой. Команда наёмников и пиратов Небулы состояла из Скинджи, Кела, Гюнтера и Левана.
Небула попросила, чтобы второй Капитан Марвел присоединилась к её команде и помогла им в завоевании империи Скруллов. В это время Огненный Лорд узнал, что Небула уничтожила ксандарианцев. Небула использовала свой космический флот, чтобы напасть на армаду пространства Скруллов и Мстителей.
Небула затем пыталась добиться абсолютной власти, используя атомный компрессор учёного Харкера с Земли, чтобы выпустить огромное количество энергии, которое было бы поглощено Союзом Бесконечности (Хотя эта попытка почти вызвала конец вселенной, когда эксперимент вызвал второй Великий взрыв, однако небольшая группа Мстителей — Капитан Америка, Тор, Человек-паук и Серси — смогли избежать разрушения и закрыть оборудование вовремя, чтобы предотвратить разрушение существования). Она боролась с Мстителями и поглотила энергию от Союза Бесконечности через имплантацию в свой мозг. Во время сражения со Мстителями она потеряла свои силы, когда Серси удалила мозговое внедрение. После этого Небула сбежала.

### Перчатка Бесконечности
Недавно возрождённый Танос был оскорблён высказыванием о родственной связи Небулы с ним. Он вернул своё судно и почти убил её, используя Камни Бесконечности. Он превратил её в гротескный виртуальный труп, все ещё едва живой, оставляя её на вид как бессмысленного зомби, обгоревшего и изуродованного его энергетическими лучами.
Вскоре Танос похвастался, что Небула была его величайшим творением, так как была не способна умереть. Однако, когда Танос победил Вечность и занял её место, он расширил своё сознание во вселенную, оставив её тело в коме. Небуле удалось завладеть Перчаткой, которая находилась у Таноса, используя её власть, она вернула себе здоровье и изгнала Таноса, стремясь завоевать вселенную. Танос согласился помочь группе героев победить Небулу. Группа состояла из Адама Уорлока, Доктора Стрэнджа, Серебряного Сёрфера, Тора, Халка, Огненного Лорда, Доктора Дума и Дракса Разрушителя — единственные герои, местонахождение которых Стрэндж был в состоянии определить за доступное ему время. Группа сражалась с ней вместе с Таносом. В итоге Небула была захвачена Старфоксом и возвратилась на Титан для суда, в то время как Уорлок захватил Перчатку.
Небула позже противостояла Огненному Лорду в тюрьме на Титаниане. Небула была позже освобождена из тюрьмы Геватотором и преобразована в киборга доктором Мандибусом. Она попыталась освободить свою пиратскую команду из тюрьмы пространства «Анвил», но вмешался Серебряный Сёрфер и Червонный валет. Она затем убила свою команду и сбежала.

### Аннигиляция
Небула появилась как одна из последователей Гаморы, «Грации». Она сражалась против Ронана Обвинителя. Ронан одержал победу, сильно ранив её.

## Силы и способности
Небула — спортивная женщина и хорошо вооружённый боец. Она обладает высоким интеллектом и является блестящим военным стратегом.
Небула использует бластеры, которые она носит на своих запястьях. Эти бластеры стреляют неизвестной энергией, которая может почти мгновенно испепелить живое существо. Она также носит устройство, которое позволяет ей замаскировать свою внешность.
Небула была преобразована доктором Мандибусом в киборга. Ей дали искусственный левый глаз, левую руку и левое плечо. Левая верхняя четверть её головы и часть её правого бёдра обшиты металлом.
Небула некоторое время обладала Союзом Бесконечности, комбинацией из трёх устройств, которые вместе могли направить все формы окружающей энергии в неё; это придало ей огромную энергию. Она также недолгое время обладала Перчаткой Бесконечности, которая держала шесть Камней Бесконечности, дающих владельцу фактически неограниченную власть и полный контроль над временем и пространством.

## Вне комиксов

### Телевидение
- Небула появилась в двух эпизодах мультсериала 1999 года «Серебряный Сёрфер», озвученная Дженнифер Дейл.
- В мультсериале «Отряд супергероев» 2009 года Небула появляется во втором сезоне, где её озвучила Джейн Линч[8]. Здесь она является старшей сестрой Таноса.
- Небула появляется в мультсериале «Стражи Галактики», озвученная Кри Саммер[9].

### Кино

Карен Гиллан в роли Небулы в фильме «Стражи Галактики».

- Шотландская актриса Карен Гиллан исполнила роль Небулы в художественном фильме «Стражи Галактики» 2014 года. Здесь она является приёмной дочерью Таноса, наряду с Гаморой. Она была превращена своим отцом в киборга, из-за чего испытывает сильную ненависть по отношению к нему. Когда Ронан Обвинитель восстаёт против Таноса, захватив один из Камней Бесконечности, Небула присоединяется к нему. Ронан намеревается уничтожить Ксандер, а на пути у него встают Стражи Галактики. Небула сражается с Гаморой, однако проигрывает ей. Когда Небула висит на краю пропасти, Гамора предлагает ей свою помощь, которую Небула отвергает и на захваченном корабле улетает прочь.
- В интервью Джеймс Ганн сказал, что у него имеются большие планы на Небулу в сиквеле 2017 года[10]. Карен Гиллан вновь сыграет её.
- В фильме «Стражи Галактики. Часть 2» она помогает героям уничтожить Эго и находит взаимопонимание с Гаморой. Её роль снова исполнила Карен Гиллан.
- Небула также появилась в фильмах «Мстители: Война бесконечности» и «Мстители: Финал». Её роль вновь исполнила Карен Гиллан. В последнем выступает как новый член команды Мстителей, помогая окончательно победить Таноса. А позже вступает в Стражи Галактики и заменяет погибшую Гамору, которую сама же и убила.
- Гиллан вернулась к роли Небулы в фильме Стражи Галактики. Часть 3.

### Видеоигры
- Небула является предпоследним боссом в игре Marvel Super Heroes: War of the Gems для SNES.
- Джейн Линч вновь озвучила Небулу в игре Marvel Super Hero Squad: The Infinity Gauntlet.
- Небула является одной из суперзлодеев в игре Marvel: Avengers Alliance для Facebook.
- Небула является одной из суперзлодеев в игре Marvel: Future Fight.
- Небула является одной из персонажей в игре Marvel: Contest of Champions.
- Небула из кино вселенной появляется в Lego Marvel Super Heroes 2.
- В игре Guardians of the Galaxy: The Telltale Series, Небула выступает в качестве промежуточного протагониста. В зависимости от решений игрока, она может либо присоединиться к Стражам, помирившись с Гаморой, либо двигаться дальше по сюжету в одиночку.